# 南海神廟駅
南海神廟駅（なんかいしんびょうえき、中文表記: 南海神庙站）は、中華人民共和国広東省広州市黄埔区黄埔東路と電廠西路の交差点にある広州地下鉄13号線の駅である。駅番号は13/04。

## 歴史
計画時の仮駅名は「廟頭駅」であった。
- 2017年12月28日：開業[2]。

## 駅構造
島式ホーム1面2線を有する地下駅。

### のりば
| 番線 | 路線     | 行先     |
| ---- | -------- | -------- |
| 1    | ■ 13号線 | 新沙方面 |
| 2    | ■ 13号線 | 魚珠方面 |

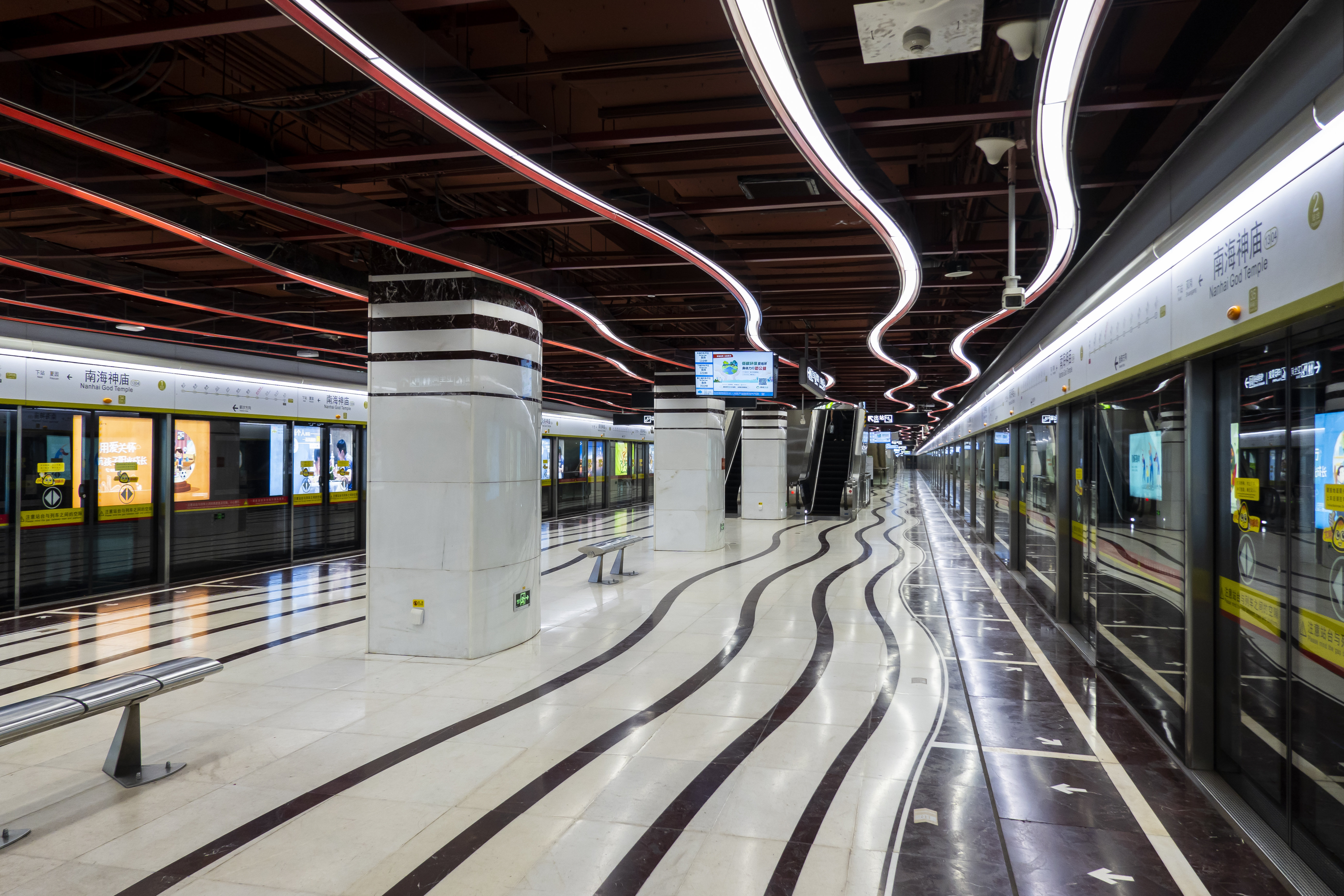
ホーム（2023年5月）
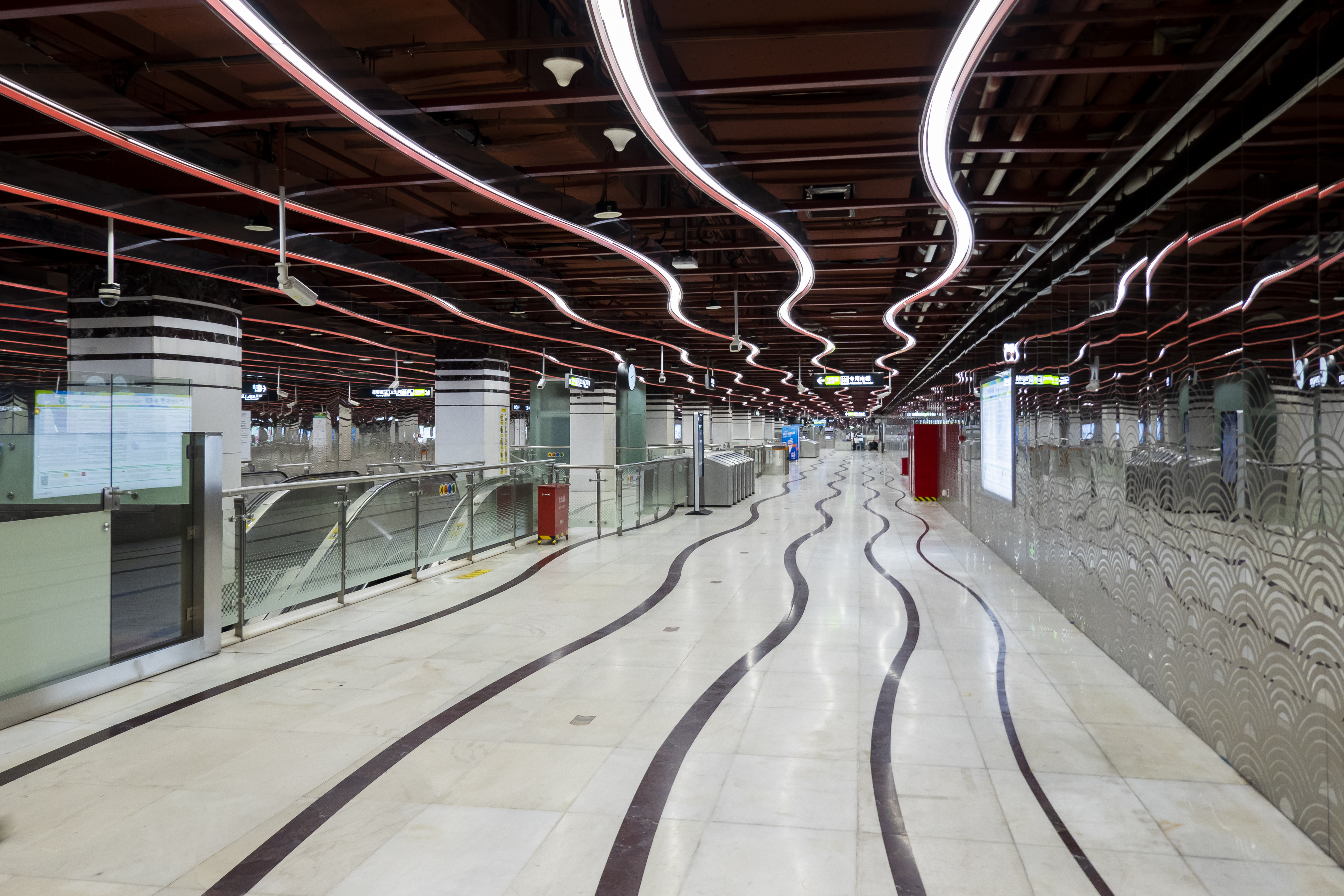
コンコース（2023年5月）

## 駅周辺
- 南海神廟（中国語版）
- 廟頭村
- 海糸公園
- 紅茘ビル
- 菠船生活区
- 頤年苑
- 紅茘公園
- 火電生活区

## 隣の駅
広州地下鉄
■ 13号線
双崗駅 1303 - 南海神廟駅 1304 - 夏園駅 1305